# Prénovel
Prénovel ist eine Ortschaft und eine ehemalige französische Gemeinde mit 248 Einwohnern (Stand: 1. Januar 2022) im Département Jura in der Region Bourgogne-Franche-Comté. Sie gehörte zum Kanton Saint-Laurent-en-Grandvaux im Arrondissement Saint-Claude.
Mit Wirkung vom 1. Januar 2016 wurden die früher selbstständigen Gemeinden Chaux-des-Prés und Prénovel zur Commune nouvelle Nanchez zusammengeschlossen. Lediglich Prénovel erhielt in der neuen Gemeinde den Status einer Commune déléguée. Der Verwaltungssitz befindet sich im Ort Chaux-des-Prés.

## Geographie
Prénovel liegt auf 905 m, etwa 14 km nördlich der Stadt Saint-Claude (Luftlinie). Das Dorf erstreckt sich im Jura, leicht erhöht am westlichen Talhang der Combe du Nanchey, südwestlich des Hochplateaus von Grandvaux, zwischen den Waldhöhen der Forêt de Prénovel im Westen und des Bois de la Joux Derrière im Osten.
Die Fläche des früheren Gemeindegebiets umfasst einen Abschnitt des französischen Juras. Die Landschaft ist geprägt durch parallel verlaufende Geländekämme und Längsmulden, die gemäß der Streichrichtung des Faltenjuras in diesem Gebiet in Richtung Südsüdwest-Nordnordost orientiert sind. Der zentrale Teil der Fläche von Prénovel wird von der Combe du Nanchey (durchschnittlich auf 900 m) eingenommen, die in geologischer Hinsicht eine Synklinale bildet. Diese rund 1 km breite, moorige Talniederung wird durch den Bief de Nanchey entwässert, der nach Nordnordosten fließt, den Bois de la Joux Derrière mit einer Klus durchquert und außerhalb des Gemeindegebietes am Rand des Hochplateaus von Grandvaux versickert.
Flankiert wird die Combe du Nanchey im Osten von der Waldhöhe des Bois de la Joux Derrière (bis 978 m). Nach Westen erstreckt sich das Areal in die ausgedehnte Waldung der Forêt de Prénovel, die durch Geländerippen und oberirdisch abflusslose Mulden geprägt ist. Mit 1045 m wird ganz im Norden am Rand des Bois des Mouillères die höchste Erhebung von Prénovel erreicht. Das ehemalige Gemeindegebiet ist Teil des Regionalen Naturparks Haut-Jura (frz.: Parc naturel régional du Haut-Jura).
Die Commune déléguée Prénovel umfasste den Weiler Prénovel de Bise (900 m) am westlichen Rand der Combe du Nanchey sowie einige Einzelhöfe. Nachbarorte von Prénovel sind Saint-Maurice-Crillat im Norden, Grande-Rivière und Chaux-des-Prés im Osten, Les Piards im Süden sowie Châtel-de-Joux im Westen.

## Geschichte
Das Gebiet von Prénovel wurde im 14. Jahrhundert von Familien kolonisiert, die aus dem Schweizer Kanton Waadt ausgewandert waren. Zusammen mit der Franche-Comté gelangte das Dorf mit dem Frieden von Nimwegen 1678 an Frankreich.

## Sehenswürdigkeiten
Die Dorfkirche Saint-Augustin in Prénovel wurde im 19. Jahrhundert erbaut. Aus dem 16. Jahrhundert stammt die Friedhofskapelle. Zu den Natursehenswürdigkeiten gehört das Moor von Prénovel, das durch einen Naturlehrpfad erschlossen ist.

## Bevölkerung
| Bevölkerungsentwicklung | Bevölkerungsentwicklung |
| Jahr                    | Einwohner               |
| ----------------------- | ----------------------- |
| 1962                    | 248                     |
| 1968                    | 215                     |
| 1975                    | 189                     |
| 1982                    | 213                     |
| 1990                    | 264                     |
| 1999                    | 296                     |
| 2005                    | 310                     |
| 2017                    | 274                     |

Nachdem die Einwohnerzahl in der ersten Hälfte des 20. Jahrhunderts stets im Bereich von rund 240 Personen gelegen hatte, nahm sie vorübergehend etwas ab, bevor seit Beginn der 1980er Jahre wieder ein deutliches Bevölkerungswachstum verzeichnet wurde.

## Wirtschaft und Infrastruktur
Prénovel war bis weit ins 20. Jahrhundert hinein ein vorwiegend durch die Landwirtschaft, insbesondere Viehzucht und Milchwirtschaft, sowie durch die Forstwirtschaft geprägtes Dorf. Daneben gibt es heute einige Betriebe des lokalen Kleingewerbes. Viele Erwerbstätige sind auch Wegpendler, die in den größeren Ortschaften der Umgebung ihrer Arbeit nachgehen.
Als Erholungsort in einem beliebten Ausflugsgebiet im Hochjura profitiert Prénovel heute auch vom Tourismus, insbesondere vom Wintertourismus, wenn in der Region Skilanglauf und alpiner Skisport betrieben werden kann. Das Dorf ist Standort des Centre Art et Nature.
Die Ortschaft liegt abseits der größeren Durchgangsstraßen an einer Departementsstraße, die von Les Crozets nach Grande-Rivière führt. Weitere Straßenverbindungen bestehen mit Châtel-de-Joux, Saint-Maurice-Crillat und Chaux-des-Prés.